# ساعة باب الفرج

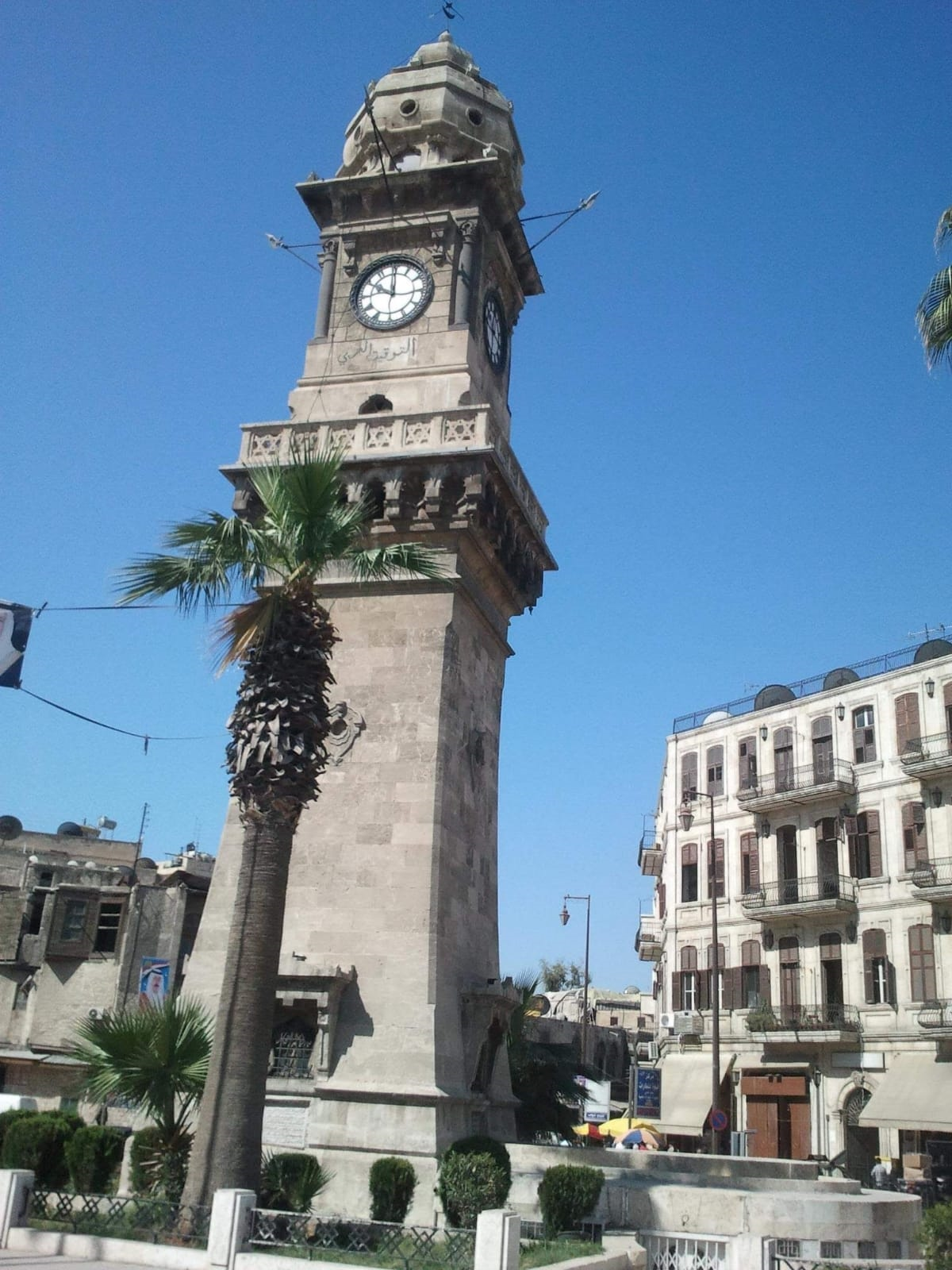
ساعة باب الفرج- حلب

ساعة باب الفرج تقع بالقرب من باب الفرج وهو أحد أبواب حلب القديمة فإلى الشرق منها يقع مسجد بحسيتا (1350م) وإلى شرقه المدرسة القرموطية (1477م) وفي النهاية الشرقية يقع المسجد العمري (1393م) ثم جامع الدباغة العتيقة (1404م) كما تقع دار الكتب الوطنية بحلب مقابل برج الساعة مباشرة.

## وصف البرج
يتألف البرج من أربع واجهات كالمآذن القديمة ولكنه يختلف عنها لأن قاعدته واسعة، وإن دققنا النظر في جسم هذا البناء، نجد أنه مؤلف من أربع واجهات، تعلو جدرانه بشكل مائل نحو الداخل فيبدو الزنار الأول البارز من جسم البناء، الذي ترتفع فوقه أشكال حلوة (مقرنصات)، وهي ركيزة للشرفة التي تحيط بها، ويسمى (درابزون) حجري جميل، ثم يلي هذا الجزء القسم العلوي عند بداية الشرفة ويعتلي هذا القسم فتحات دائرية في كلّ واجهة من الواجهات الأربع. ويوجد في كلّ فتحة قرص ساعة، يمكّن العابرين في الشوارع المحيطة بالساعة من معرفة التوقيت وإنَّ كلّ قرصين متقابلين يعملان بتوقيت يختلف عن توقيت القرصين الآخرين؛ اثنان للتوقيت العربي، واثنان للتوقيت الغربي. كما يعتلي هذا البناء أفريز بارز، وكأنه نصف دائرة يرتفع فوقها الجسم العلوي، ويسمى الفونس، فيه ست نوافذ، وكوى دائرية، وينتهي بأعلى القسم العلوي جهاز لمعرفة اتجاه الرياح.
تعتبر ساعة أو منارة حلب كما يسمونها من المعالم التاريخية الجميلة من حيث موقعها السياحي، وطرازها المعماري الفريد من نوعه، بحيث تحتلّ بقعة من أكثر بقاع المدينة جمالا ونشاطاً، وتسمى هذه البقعة ساحة باب الفرج.

## تاريخ بناء الساعة
تعد ساعة باب الفرج مركز لمدينة حلب وفيها باب أنشئ في عهد الملك الظاهر غازي ولقد هدم عام 1904 م ولم يبقى إلا برجه الجنوبي. لقد احتفل بوضع حجر الأساس لبرج الساعة عام (1316هـ- 1898م)، عندما كان “رائف باشا” والي مدينة حلب على أنقاض قسطل السلطان، وأنجز البناء خلال عام واحد في عام (1317هـ- 1899م)، وبلغت الكلفة نحو (1500) ليرة عثمانية ذهبية، جمع نصفها من تبرعات أهل الخير، والباقي من صندوق البلدة. وقد اكتمل بناؤها، والأحواض التي تحيط بها من ثلاث جهات عام 1899 م. وكان هذا في عهد السلطان العثماني عبد الحميد الثاني. وقد أشرف على عملية البناء المهندس النمساوي شارتيه  وبكر صدقي أفندي [بحاجة لمصدر] وهما مهندسان كانا يعملان في بلدية حلب. إحياء لذكرى مرور خمسة وعشرين عاماً على اعتلاء السلطان عبد الحميد الثاني العرش. والجدير بالذكر أن العلامة «الغزي» قد ذكر أن: «قسطل السلطان خارج «باب الفرج» على مقربة منه، عمّره السلطان «سليمان خان» سنة 940 هـ حين قدومه إلى «حلب» وقد هدم قسطل السلطان المذكور وجدد في مكانه حوض مستور بني عليه برج الساعة».

## عودتها للعمل
بعد توقفها لأكثر من خمسين عاماً، دقت ساعة حلب من جديد. وحسب مدير مشروع إعادة تشغيل الساعة طريف عطورة فقد تم تركيب وإحضار آلة الساعة الميكانيكية وهي إنجليزية الصنع من نفس الشركة المصنعة لساعة بيغ بن والتي تعد تحفة أثرية بحد ذاتها. كما تم الكشف عن العديد من الآثار التي تعود إلى حقب زمنية متفاوتة ولأكثر من 400 عام في محيط الساعة، أثناء الصيانة والترميم للبرج الذي تضرر خلال الحرب، وتم اكتشاف القناة الرومانية “حيلان” التي تمر بجانب الساعة.